# Gràcies i desgràcies de la famosa Moll Flanders
Gràcies i desgràcies de la famosa Moll Flanders (en anglès: The Fortunes and Misfortunes of the Famous Moll Flanders), més coneguda simplement com a Moll Flanders) és una novel·la publicada l'any 1722 per Daniel Defoe.
Defoe va escriure aquesta obra després de treballar com a periodista, i quan ja era un escriptor reconegut gràcies a la publicació, el 1719, de Robinson Crusoe. Encara que les seves implicacions en política estaven disminuint en aquesta època, les seves visions com a liberal o whig són, tanmateix, evidents en la història de Moll Flanders.

## Argument
La mare de Moll és una convicta a la presó de Newgate, a la qual se li concedeix un permís en consideració al seu embaràs. Després de néixer, Moll és criada per una mare d'acollida; la seva mare biològica és deportada a Amèrica, on posteriorment es retrobaran. Després entra a treballar com a criada per a una família, i és festejada pels dos fills. Un d'ells, el més gran, la sedueix, però la convenç perquè es casi amb el més petit. Quan aquest mor, Moll deixa els seus fills en companyia dels sogres, i comença a fer-se passar per una vídua rica, tot esperant aconseguir així un marit que la protegeixi i li doni seguretat.
Els seus èxits són escassos: el primer marit que aconsegueix d'aquesta forma pateix una fallida, fuig i l'abandona; el segon marit, amb el qual se'n va a viure a Amèrica, resulta ser fill de la mare biològica de Moll, és a dir és el seu germà, per la qual cosa ella dissol el matrimoni i torna a Anglaterra tot deixant els seus fills a Amèrica a cura del seu marit. A Bath inicia una relació amb un home, la dona del qual està tancada a causa d'una malaltia mental. La relació amb aquest personatge és platònica al principi, però després passen a viure com a marit i muller i tenen un fill; un accident sobtat farà que l'home se'n penedeixi i decideixi tornar al costat de la seva veritable dona, tot abandonant Moll.
El següent pretendent de Moll és un banquer casat amb una esposa adúltera. Mentre espera que aquest es divorciï de la seva dona, Moll continua fent veure que és rica, per intentar atreure un altre marit amb possibilitats encara que li recomanen que se'n vagi al nord d'Anglaterra per raons econòmiques. Quan coneix un grup de catòlics, aquests intenten convertir-la, i un d'ells, suposadament ric, accedeix a casar-se amb ella. Quan Moll confessa que de fet no té diners, ell igualment admet que l'ha enganyada, i que tampoc en té. Moll finalment es casa amb el banquer, ja que aquest aconsegueix el divorci. Moll es veu per fi casada amb un home ric. Quan torna a quedar-se vídua i les seves possibilitats a causa de la seva edat de trobar un altre marit són quasi nul·les, comença una carrera com a lladre, emprant per fer-ho el seu enginy, encant i feminitat, així com la seva falta d'escrúpols. A causa de les seves males accions, Moll és capturada i enviada a la presó de Newgate —com la seva mare, i com el propi Daniel Defoe. A la presó es retroba amb el seu marit Jemy, també condemnat per robatori, i junts són deportats a Amèrica per escapar de la pena de mort. Allà s'assabenta que la seva mare, ja morta, li ha deixat en herència una plantació. Es reuneix amb el seu fill i aconsegueix una granja que li proporcionarà abundants guanys. Penedida dels seus múltiples pecats, Moll retorna finalment a Anglaterra al costat de Jemy per viure «en sincera penitència per les vides de pecat que hem viscut».

## Significats i recepció crítica
Moll Flanders ha estat considerada tant una novel·la picaresca com una novel·la moral, i certament té trets de tots dos gèneres. Considerada com a novel·la picaresca, la protagonista, Moll, és un personatge de classe baixa que es mou per diferents classes socials intentant sobreviure amb el seu enginy i sense escrúpols. Considerada com a novel·la moral, podria entendre's de dues formes distintes: podria entendre's com una tragèdia, ja que Moll pateix tots els seus mals per un únic defecte —voler ésser rica—, cosa que la porta a cometre adulteri, prostitució, abandonament infantil, incest i robatori; d'altra banda, també podria llegir-se com la història dels crims d'una dona sense fe, amb una voluntat pecaminosa, a qui la prosperitat solament li arriba quan accepta la submissió als designis divins. Així, la novel·la presentaria les visions socials de les ideologies liberal i conservadora de l'època.
Defoe era de fet un purità reconegut: creia en el treball, la devoció i la divina providència de la gràcia divina. Existeix per això un cert debat sobre si pretenia que Moll fos un personatge simpàtic al lector. La novel·la, que dedica moltes de pàgines a narrar els pecats i crims de Moll, dedica, en canvi, molt poques a el seu penediment, cosa que planteja dubtes sobre la seva sinceritat. És per tant un personatge ambivalent, de la mateixa manera que l'obra: mentre que alguns la consideren exemplificant, d'altres en canvi creuen que Defoe es va valdre del seu contingut escandalós com a forma d'aconseguir més lectors i, per tant, més grans ingressos econòmics. La novel·la s'adiu en qualsevol cas a l'interès de Defoe per la narració d'una conversió o penediment, i alhora amb la seva atracció cap al crim. Moll Flanders va ser en la seva època una novel·la molt popular; la fama de Defoe va augmentar gràcies a la seva publicació.
Des del punt de vista dels historiadors, Moll Flanders ofereix valuosa informació sobre la vida, els hàbits i els càstigs en el món de la delinqüència del segle xviii. Conté a més a més una de les poques descripcions detallades de la vida en el barri londinenc de The Mint, així com de la Presó de Newgate. Reflecteix a més a més la visió, a començaments del segle xviii, del que més tard serien els Estats Units d'Amèrica, cosa que la converteix, en certa manera, en propaganda proimmigració, ja que reflecteix una visió d'una Amèrica pacífica, tolerant i plena d'oportunitats.